# 恵慈
恵慈（えじ、? - 推古天皇31年2月22日（623年3月31日））は、飛鳥時代に高句麗から渡来した僧。慧慈とも。

## 人物
三論宗、成実宗に通じ、推古天皇3年（595年）に朝鮮半島の高句麗から渡来して、厩戸皇子の仏教の師となり、飛鳥時代の日本仏教界で活躍した。仏教を日本に広め、推古天皇4年（596年）、法興寺（蘇我善徳が寺司、現在の飛鳥寺安居院）が完成すると、百済の僧慧聡と住し、ともに三宝の棟梁と称された。
『伊予国風土記』には、伊予国の温泉（道後温泉）に聖徳太子、葛城烏那羅とともにでかけ、その妙験をたたえたと記されている。
熊谷公男は「彼は厩戸皇子の仏教上の師にとどまらず、その外交顧問でもあったとみて誤りあるまい」と述べ、遣隋使の派遣も彼の意見に触発された可能性が高いと述べている。また森浩一は「日本に始祖王の墓（神武天皇陵。引用者注）の必要を説き、それを高市郡に営ませた人物である可能性が強い」と述べている。
推古天皇23年（615年）、聖徳太子が著した仏教の経典である（『法華経』・『勝鬘経』・『維摩経』）の注釈書『三経義疏』を携えて高句麗へ帰国し、『三経義疏』を高句麗に伝え、広める。
推古天皇30年2月22日（622年4月8日）に聖徳太子が没したという訃報を聞いて大いに悲しみ、「高麗僧恵慈…誓願して曰く、日本国に於て聖人（聖徳太子）有り、…玄聖の徳を以て日本の国に生まる」といい、来年の命日に死ぬと予言し、その誓いどおりに入滅したしたので、高句麗人は恵慈もまた聖なりと評したという。

## 韓国における恵慈
韓国の歴史教科書は「高句麗もたくさんの文化を日本に伝えてあげた。高句麗の僧侶彗慈（恵慈）は聖徳太子の師であり、曇徴は紙、墨、硯を作る技術を教えてあげ、法隆寺金堂壁画も彼の作品として知られている」と記述している。